# Kamil Conteh
Pour les articles homonymes, voir Conteh.
Kamil Conteh, né le 26 décembre 2002 à Londres, est un footballeur international sierraléonais qui évolue au poste de milieu de terrain avec les Bristol Rovers.

## Biographie

### Carrière en club
Né à Londres en Angleterre, Kamil Conteh est formé par Crystal Palace, avant de rejoindre le Watford FC en 2018. Il joue son premier match avec l'équipe première du club le 8 janvier 2022, à l'occasion d'une rencontre de FA Cup contre Leicester City. Il entre en jeu vers la fin du match et son équipe s'incline 4-1,,.
Le 5 février 2022, Conteh est prêté au Braintree Town, en National League South, pour le reste de la saison 2021-2022,.
En mai 2022, il rejoint le Middlesbrough FC, après la fin de son contrat avec Watford.
Le 1er octobre 2022, Conteh est prêté au Gateshead FC, en National League, jusqu'au 2 janvier 2023.
Le 26 janvier 2024, il rejoint Bristol Rovers.

### Carrière en sélection
En septembre 2022, Kamil Conteh est convoqué pour la première fois avec l'équipe nationale de Sierra Leone,. Il honore sa première sélection le 24 mars 2022, à l'occasion d'un match amical contre le Togo. Il est titulaire lors de la victoire 3-0 de son équipe,.